# 강성진 (기업인)
강성진(姜聲珍, 1987년~ )은 대한민국의 대학교수이다.  

## 경력
- 2025~ 연세대학교 겸임교수
- 2023~2025 한국경제신문 MBA과정 학과장
- 2023 한국과학기술원 (KAIST) 초청 연사
- 2023~ 동국대학교 겸임교수
- 2022~2024 이화여자대학교 경영대학 겸임교수
- 2022~2024 이화여자대학교 경영전문대학원 겸임교수
- 2021 중소벤처기업진흥공단 청년창업사관학교 과정 수료
- 2018~ 에피치오 대표

## 수상
- 2019 LED/OLED 조명제품(디자인) 및 사업화 아이디어 공모전 우수상
- 2019 청소년 상담복지사업 아이디어 공모전 최우수상
- 2019 해양수산 공공데이터 활용 경진대회 우수상
- 2019 대국민 기상융합 아이디어 공모전 우수상
- 2019 아시아 오픈데이터 챌린지 대상
- 2019 아시아 오픈데이터 챌린지 인기상
- 2019 입법 및 정책 제안대회 우수상
- 2019 중앙우수제안 국무총리 표창
- 2019 자체우수제안 행정안전부장관 표창
- 2020 경제통상진흥원 창업아이디어 경진대회 원장상
- 2021 스위스 제네바 국제발명전시회 은상
- 2021 서울 국제발명전시회 동상
- 2022 말레이시아 국제 발명 혁신 기술 전시회 동상
- 2022 독일 뉘른베르크 국제발명전시회 동상
- 2023 산림빅데이터 활용 해커톤 금상